# 慕尼黑再保险
慕尼黑再保险集团或慕尼黑再保险公司（德語：Münchener Rück; Münchener Rückversicherungs-Gesellschaft）是总部位于德国慕尼黑的一家保险公司。

## 历史
ERGO Insurance Group是慕尼黑再保险旗下的一家保险类子公司。 慕尼黑再保险在德国所有股票交易所都有上市，被纳入Xetra电子交易系统。同时还是德国DAX指数成分股公司。